# Quint Cecili Metel Pius

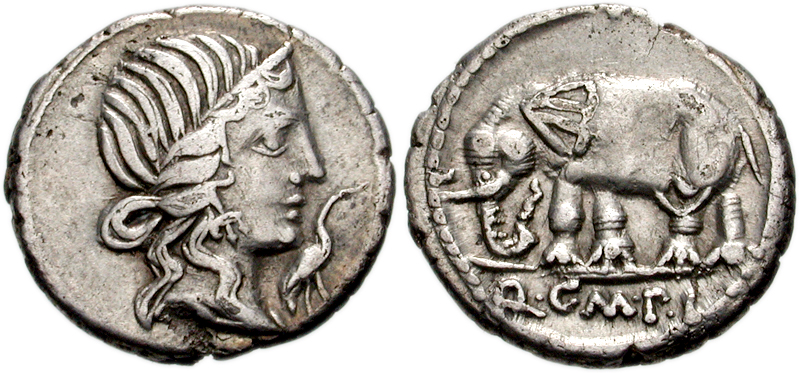
Moneda amb l'efígie de Quint Cecili Metel Pius (amb la inscripció "QMCP").

Quint Cecili Metel Pius (en llatí Quintus Caecilius Q. F. L. N. Metellus Pius) va ser un magistrat romà, fill de Quint Cecili Metel Numídic (Quintus Caecilius L. F. Q. N. Metellus Numidicus). El seu agnomen prové de l'abnegació amb la qual va provar de fer tornar el seu pare Quint Cecili Metel Numídic del desterrament al qual havia estat condemnat per oposar-se a la llei agrària (100 aC a 99 aC). Pertanyia a la família Metel·la, de la gens Cecília, una antiga gens d'origen plebeu.
Va néixer cap al 130 aC i amb vint anys va acompanyar el seu pare a Numídia de l'any 109 aC al 107 aC. Va exercir la magistratura de pretor el 89 aC (dos anys després de la mort del seu pare), com a membre destacat del partit dels optimats. Va ser pretor l'any 89 aC. Va ser un dels comandants a la guerra social contra els italians, derrotant i matant al cap dels marsis Quint Pompedi Siló (88 aC).

Hispània Citerior

L'any 87 aC encara combatia contra els samnites quan Màrius va desembarcar a Itàlia i es va unir al cònsol Luci Corneli Cinna. El senat, alarmat, el va cridar a Roma. Els soldats tenien més confiança amb Metel que amb el cònsol Octavi, i el van exhortar a prendre el comandament suprem poc després de la seva arribada a la ciutat. Quan ell es va negar a fer-ho, una part de la tropa va desertar i es van passar al bàndol rival. Com que sense soldats no es podia resistir, Metel va fugir de Roma i va anar a Àfrica on se li va unir Cras que havia fugit d'Hispània, però aviat es van barallar.
A Àfrica el va derrotar el popular Gai Fabi Adrià (84 aC) que va assegurar la província per als partidaris de Màrius. Metel va poder retornar a Itàlia i va estar-se a Ligúria. Al retorn de Sul·la (83 aC) el va anar a trobar a Brundusium, i va ser un dels primers nobles que se li van unir. En la guerra civil que va seguir va ser un dels generals de Sul·la que més èxits va obtenir, i va vèncer a Gai Albí Carrines el 82 aC prop del riu Esis a Úmbria, a Gneu Papiri Carbó, i finalment a Carbó i a Gai Norbà a la batalla de Faventia a la Gàl·lia Cisalpina.
L'any 80 aC va compartir el consolat amb Sul·la i aquell any Quint Calidi va obtenir el retorn del seu pare, Metel Numídic, del desterrament. L'any següent, com a procònsol, va passar a la Hispània Citerior per lluitar contra els populars, on va estar diversos anys (79 aC a 71 aC) combatent amb poca fortuna a Sertori. Li va ser tan difícil obtenir algun avantatge (ja que no es va saber adaptar a la guerra de guerrilles) que va haver de cridar a totes les forces de la Hispània Citerior i la Gàl·lia i finalment va requerir l'ajuda d'un exèrcit consolar dirigit per Gneu Pompeu. Quan per fi Metel va obtenir una victòria sobre Sertori, la tropa el va aclamar com a imperator i va celebrar el triomf amb gran esplendor. Però Sertori es va recuperar ràpidament de la derrota i probablement hauria continuat desafiant Metel i Pompeu de no haver estat assassinat per Perpenna l'any 72 aC. El 71 aC Metel va tornar a Roma i va celebrar el triomf el 30 de desembre. Llavors va ser nomenat pontífex màxim, dignitat en la qual el va substituir Juli Cèsar l'any 63 aC.
L'any 65 aC va donar suport a l'acusació contra Gai Corneli. Va morir cap a l'any 63 aC.